# Дреновець (Чрномель)
Дреновець (словен. Drenovec) — поселення в общині Чрномель, Південно-Східна Словенія, Словенія. Висота над рівнем моря: 202,2 м.